# Colfax (Wisconsin)
Pour les articles homonymes, voir Colfax.
Colfax est un village du comté de Dunn, dans l'État du Wisconsin, aux États-Unis. En 2020, il comptait une population de 1 182 habitants.